# El Chapulin Colorado

El Chapulín Colorado är en mexikansk TV-serie om superhjälten El Chapulin Colorado, som kan översättas till Den röda gräshoppan på svenska, skapad av den mexikanska skådespelaren och dramatikern Roberto Gómez Bolaños, även känd som Chespirito. TV-serien sändes under hela 1970-talet av den mexikanska tv-kanalen Televisa, men sänds fortfarande i dag av SBT i Brasilien med höga tittarsiffror. 
Serien är en parodi på superhjältar, där huvudpersonen alltid gör bort sig. Simpsons skapare Matt Groening har sagt att han inspirerades att skapa Bumblebee Man-karaktären efter ha sett ett avsnitt av El Chapulin vid den mexikanska gränsen.